# Andrena confederata
Andrena confederata är en biart som beskrevs av Henry Lorenz Viereck 1917. Andrena confederata ingår i släktet sandbin, och familjen grävbin. Inga underarter finns listade i Catalogue of Life.

## Bildgalleri

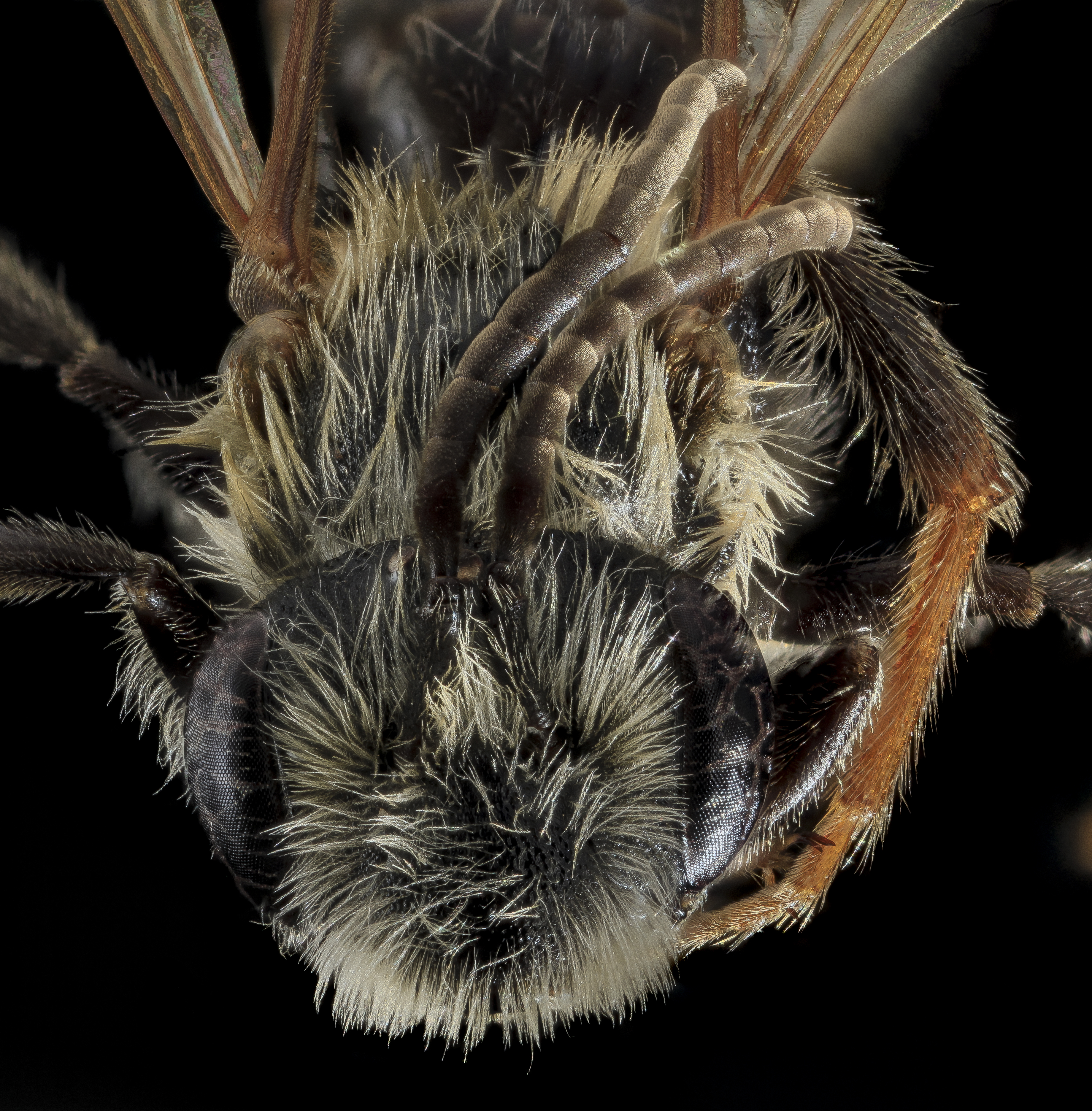
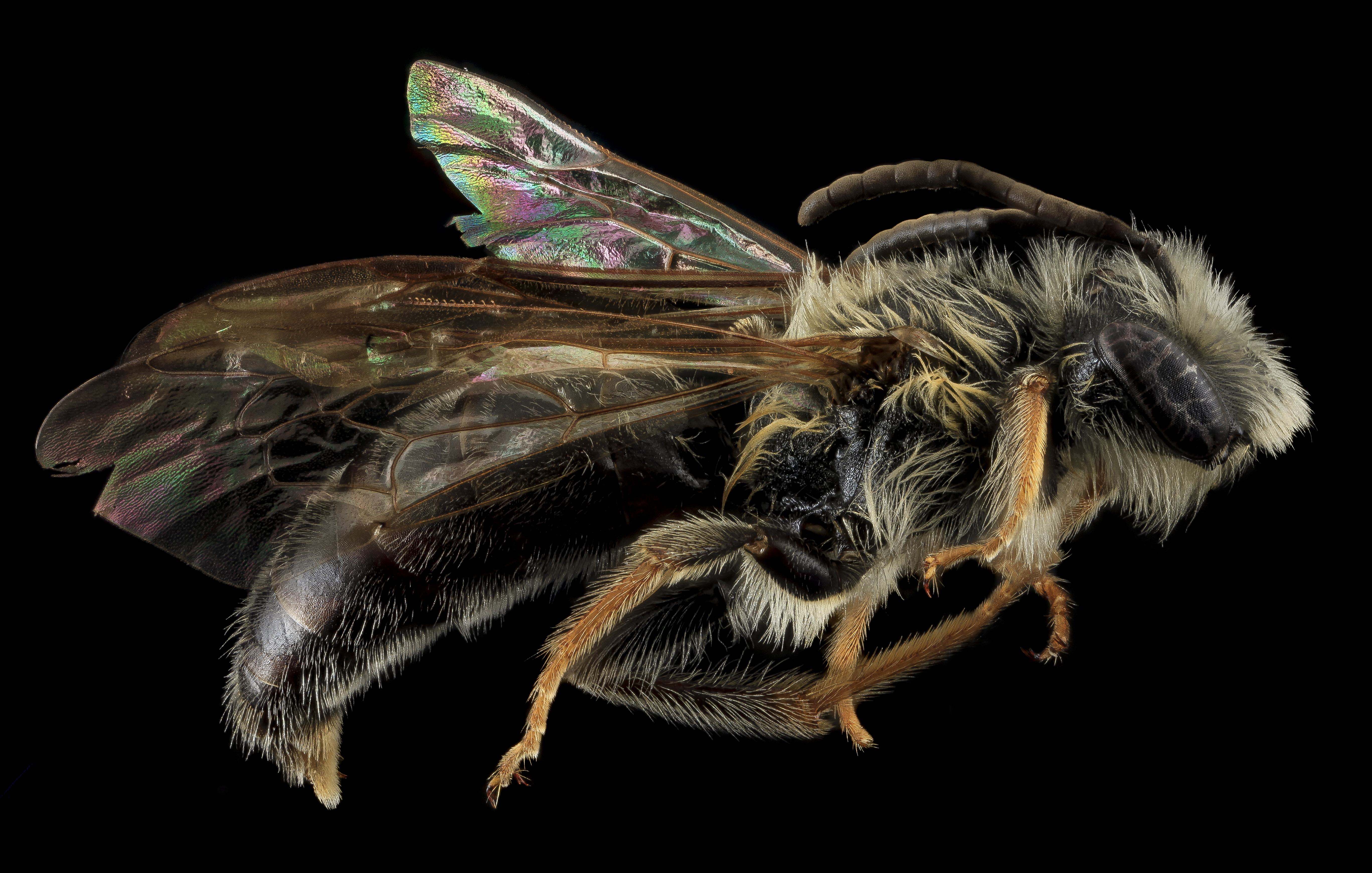